# Осиаури (Ахметский муниципалитет)
Осиаури (груз. ოსიაური) — село в Грузии. Находится в Ахметском муниципалитете края Кахетия. Расположено в 6 км к юго-востоку от города Ахмета.
Высота над уровнем моря составляет 760 метров. Население — 0 человек (2014).
В советское время село Осиаури входило в Ахметский поселковый совет Ахметского района.